# Sturgeon Lake (Alberta)
Der Sturgeon Lake (sturgeon englisch für „Stör“) ist ein See in der kanadischen Provinz Alberta.

## Lage
Der See liegt 90 km östlich der Stadt Grande Prairie und 15 km westlich von Valleyview. Der die beiden Städte verbindende Alberta Highway 43 verläuft am Südufer des Sturgeon Lake. Der Ort Sturgeon Heights liegt am westlichen Seeende. Die Indianerreservate Sturgeon Lake 154 und Sturgeon Lake 154A liegen am Süd- beziehungsweise Ostufer des Sees. Am nördlichen Seeufer liegt der Young’s Point Provincial Park, am Südufer der Williamson Provincial Park. Der See ist gegliedert in ein Hauptbecken sowie in eine westlich angrenzende Nebenbucht. Am südöstlichen Seeufer fließt der Sturgeon Creek, ein Nebenfluss des Little Smoky River, aus dem See ab. 1949 wurde der Wasserspiegel des Sturgeon Lake durch den Bau eines Abflusskontrollbauwerks um 0,76 m angehoben.
Im See werden folgende Fischarten gefangen: Glasaugenbarsch, Amerikanischer Flussbarsch, Arktische Äsche, Hecht und Heringsmaräne.
Am Süd- und Ostufer des Sees liegen Reservate (Sturgeon Lake), welche durch die „Sturgeon Lake Cree Nation“, First Nations vom Volk der Cree, bewohnt werden.